# Dorothy Eden
Pour les articles homonymes, voir Eden.
Dorothy Eden, née le 3 avril 1912 à Ashburton, dans les plaines de Canterbury, en Nouvelle-Zélande, et morte le 4 mars 1982 à Londres, est une romancière et nouvelliste d’origine néo-zélandaise, auteur de littérature populaire.

## Œuvre

### Romans
- The Singing Shadows (1940)
- Never Call It Loving (1966) Publié en français sous le titre Katie, traduit par Paule et Raymond Olcina, Paris, Presses de la Cité, 1966 ; réédition, Paris, Presses-Pocket no 576, 1968
- Siege in the Sun (1967)
- The Vines of Yarrabee (1969) Publié en français sous le titre Au pied des montagnes bleues, traduit par Gladys Molinari, Paris, Presses de la Cité, 1969 ; réédition, Paris, Presses-Pocket no 895, 1972
- Melbury Square (1970) Publié en français sous le titre La Danseuse de l'aube, traduit par Christiane Fabien, Paris, Presses de la Cité, 1971 ; réédition, Paris, Presses-Pocket no 1018, 1973
- Speak to Me of Love (1972) Publié en français sous le titre Parlez-moi d'amour, traduit par Renée Tesnière, Paris, Presses de la Cité, 1973 ; réédition, Paris, Presses Pocket no 1493, 1977  (ISBN 2-266-00359-3)
- The Millionaire's Daughter (1974) Publié en français sous le titre La Fille du millionnaire, traduit par Constance Gallet, Paris, Presses de la Cité, 1975 ; réédition, Paris, Presses-Pocket no 1364, 1976  (ISBN 2-266-00136-1)
- The Time of the Dragon (1975) Publié en français sous le titre La Maison du dragon, traduit par Alice Fauconnet, Paris, Presses de la Cité, 1976  (ISBN 2-258-00049-1)
- The Salamanca Drum (1977) Publié en français sous le titre La Revanche de l'amour, traduit par Geneviève Brallion-Zeude, Paris, Presses de la Cité, 1979  (ISBN 2-258-00397-0) ; réédition, Paris, Presses-Pocket no 1876, 1980
- The Storrington Papers (1978) Publié en français sous le titre Secrets de famille, traduit par Simonne Huinh, Paris, Presses de la Cité, 1979  (ISBN 2-258-00581-7) ; réédition, Paris, Presses-Pocket no 1989, 1981  (ISBN 2-266-01035-2)

### Romans policiers
- The Laughing Ghost (1943) Publié en français sous le titre Une poignée d'étoiles, traduit par Christiane Fabien, Paris, Éditions Mondiales, coll. Nous deux no 303, 1971
- We Are for the Dark (1944) Publié en français sous le titre L'Heure des ténèbres, traduit par Christiane Fabien, Paris, Éditions Mondiales, coll. Nous deux no 289, 1970
- Summer Sunday (1946) Publié en français sous le titre Un parfum de magnolia, traduit par Christiane Fabien, Paris, Éditions Mondiales, coll. Nous deux no 296, 1971
- Walk into My Parlour (1947)
- The Schoolmaster's Daughter (1948), aussi titré The Daughters of Ardmore Hall Publié en français sous le titre À deux pas de la mer, traduit par Fabienne Janson, Paris, Éditions Mondiales, coll. Intimité no 284, 1970
- Crow Hollow (1950) Publié en français sous le titre Le Val aux corneilles, traduit par Janine Beaumont, Paris, Presses Pocket no 764, 1970
- Voice of the Dolls (1950) Publié en français sous le titre Jennie et ses poupées, traduit par Constance Gallet, Paris, Presses de la Cité, 1967
- Cat's Prey (1952), aussi titré Let Us Prey Publié en français sous le titre La Proie du chat, traduit par Simonne Huinh, Paris, Éditions Mondiales, coll. Nous deux no 271, 1969
- Lamb to the Slaughter (1953) Publié en français sous le titre Le Lac aux mille facettes, traduit par Claudine Néméjanski, Paris, Presses de la Cité, 1966 ; réédition, Paris, Presses Pocket no 1225, 1975
- Bride by Candlelight (1954) Publié en français sous le titre Mariage aux chandelles, traduit par Christiane Fabien, Paris, Presses de la Cité, 1967 ; réédition, Paris, Presses Pocket no 829, 1971
- Darling Clementine (1955) Publié en français sous le titre Mystérieuse Clémentine, traduit par Nina Nidermiller, Paris, Presses de la Cité, 1968 ; réédition, Paris, Presses Pocket no 973, 1973
- Death Is a Red Rose (1956)
- The Pretty Ones (1957) Publié en français sous le titre Des femmes disparaissent, traduit par Perrine Vernay, Paris, Éditions de Trévise, 1967 ; réédition, Paris, Presses Pocket no 1789, 1979  (ISBN 2-266-00746-7)
- Listen to Danger (1958) Publié en français sous le titre Écoute le danger, traduit par Christiane Fabien, Paris, Presses de la Cité, 1966 ; réédition, Paris, Presses Pocket no 2157, 1983  (ISBN 2-266-01253-3)
- The Deadly Travellers (1959) Publié en français sous le titre Imbroglio à Rome, traduit par Christiane Fabien, Paris, Presses de la Cité, 1966 ; réédition, Paris, Presses Pocket no 1214, 1975
- The Sleeping Bride (1959) Publié en français sous le titre La Fiancée du bois dormant, traduit par Monique Thies, Paris, Éditions de Trévise, 1969
- An Afternoon Walk (1960) Publié en français sous le titre La Maison de la Belle au Bois dormant, traduit par Aliette Henri Martin, Paris, Presses de la Cité, 1972
- Samantha (1960), aussi titré Lady of Mallow Publié en français sous le titre L'Inconnue de Mallow-Hall, traduit par Frank Jansen, Paris, Presses de la Cité, 1963 ; réédition, Paris, Presses Pocket no 260, 1965 ; réédition, Paris, Presses Pocket no 1930, 1980  (ISBN 2-266-00929-X)
- Sleep in the Woods (1960) Publié en français sous le titre Sauvage Églantine, traduit par Simonne Huinh, Paris, Presses de la Cité, 1977  (ISBN 2-258-00293-1)
- Afternoon for Lizards (1961), aussi titré Bridge of Fear
- Whistle for the Crows (1962) Publié en français sous le titre Cathleen: la ballade irlandaise, traduit par Christiane Fabien, Paris, Presses de la Cité, 1965 ; réédition, Paris, Presses Pocket no 2042, 1982  (ISBN 2-266-01104-9)
- The Bird in the Chimney (1963), aussi titré Darkwater Publié en français sous le titre L'Oiseau dans la cheminée, traduit par Frank Jansen, Paris, Presses de la Cité, 1964 ; réédition, Paris, Presses Pocket no 628, 1968
- Bella (1964), aussi titré Ravenscroft Publié en français sous le titre Le Seigneur de Loch-Ness, traduit par Mme Jean-Paul Krug, Paris, Presses de la Cité, 1965 ; réédition, Paris, Presses Pocket no 455-456, 1966
- The Marriage Chest (1965) Publié en français sous le titre Lune de miel à Palacio del Sol, traduit par Renée Tesnière, Paris, Presses de la Cité, 1965 ; réédition, Paris, Presses Pocket no 2185, 1983  (ISBN 2-266-01298-3)
- Winterwood (1967) Publié en français sous le titre Lavinia, traduit par Pauline Verdun, Paris, Presses de la Cité, 1967 ; réédition, Paris, Presses Pocket no 1250, 1976  (ISBN 2-266-00010-1)
- The Shadow Wife (1968) Publié en français sous le titre L'Ombre d'une femme, traduit par Catherine de Castilho, Paris, Presses de la Cité, 1969 ; réédition, Paris, Presses Pocket no 1096, 1974
- Waiting for Willa (1970) Publié en français sous le titre Le Roi de deux reines, traduit par Pierre Nicolas, Paris, Presses de la Cité, 1970 ; réédition, Paris, Presses Pocket no 1167, 1975
- The American Heiress (1980) Publié en français sous le titre L'Héritière américaine, traduit par Monique de Huertas, Paris, Presses de la Cité, 1982  (ISBN 2-258-00976-6)
- An Important Family (1982) Publié en français sous le titre La Demoiselle de compagnie, traduit par Simone Huinh, Paris, Presses de la Cité, 1983  (ISBN 2-258-01159-0)

### Romans signés Mary Paradise
- Face of an Angel (1961)
- Shadow of a Witch (1962)

### Recueils de nouvelles
- Yellow is for Fear, and other stories (1968)
- The House on Hay Hill, and other romantic fiction (1976) Publié en français sous le titre Un amour d'été, traduit par Françoise Vernan, Paris, Presses de la Cité, 1977  (ISBN 2-258-00165-X) ; réédition, Paris, Presses Pocket no 1617, 1978  (ISBN 2-266-00561-8)

### Nouvelles
- Dry Rain (1949)
- Mirage (1960)
- Fly by Night (1961)
- Girl in the Window (1963)
- The Lady and the Tycoon (1964)
- Happy Ever After (1964)
- Yellow Is for Fear (1966)
- The Shadow Bride (1967)
- The English Bride (1968)

## Adaptation
- 1952 : Crow Hollow, film britannique réalisé par Michael McCarthy, d'après le roman Le Val au corneilles (Crow Hollow), avec Donald Houston, Natasha Parry et Patricia Owens